# Weed Road Pictures
Weed Road Pictures är ett amerikanskt filmproduktionsbolag som drivs av manusförfattaren och producenten Akiva Goldsman. Bolagets första produktion var action-komedin Starsky & Hutch (2004) med bland annat Ben Stiller och Owen Wilson.
Akiva Goldsman, som började som manusförfattare, har sedan debuten som producent med Lost in Space (1998) ägnat sig mer och mer åt jobbet som producent, även om han fortfarande skriver en hel del, bland annat A Beautiful Mind (2001) och Da Vinci-koden (2006). Sedan 2004 har bolaget producerat nästan alla de filmer som Goldsman har agerat producent för.

## Filmografi
- Starsky & Hutch (2004)
- Mindhunters (2004)
- Constantine (2005)
- Mr. & Mrs. Smith (2005)
- When the Wind Blows (2007)
- The Cure (2007) (TV)
- I Am Legend (2007)
- Eddie Dickens and the Awful End (2008)
- The Losers (2009)
- Jonah Hex (2010)